# Grand Prix de Wallonie
Il Grand Prix de Wallonie  è una corsa in linea di ciclismo su strada maschile che si disputa nella regione della Vallonia, in Belgio. La prima edizione fu corsa nel 1935, mentre dal 2005 fa parte del circuito UCI Europe Tour in classe 1.1.
Sede di partenza e di arrivo della corsa furono in passato diverse città valloni come Charleroi, Marcinelle, Bruxelles, Liegi, Courcelles, Tongrinne, Ligny, Sombreffe, Namur e Jambes. Negli ultimi anni la partenza è stata a Chaudfontaine, mentre l'arrivo è stato posto in cima alla breve salita che porta alla Cittadella di Namur.

## Albo d'oro
Aggiornato all'edizione 2023.
| Anno      | Vincitore                                           | Secondo                                             | Terzo                                               |
| --------- | --------------------------------------------------- | --------------------------------------------------- | --------------------------------------------------- |
| 1935      | Gustaaf Degreef                                     | Joseph Vanderhaegen                                 | Gerard Leopold                                      |
| 1936      | Adolf Braeckeveldt                                  | Antonio Fabris                                      | Constant Struyven                                   |
| 1937      | Karel Tersago                                       | René Pédroli                                        | Pierre Houbrechts                                   |
| 1938      | Adolf Braeckeveldt                                  | Frans Demondt                                       | Leopold Van den Bossche                             |
| 1939      | Adolf Braeckeveldt                                  | Adelin Van Simaeys                                  | Georges Christiaens                                 |
| 1940-1941 | non disputate a causa della seconda guerra mondiale | non disputate a causa della seconda guerra mondiale | non disputate a causa della seconda guerra mondiale |
| 1942      | Maurice Van Herzele                                 | Emiel Faingnaert                                    | Joseph Moerenhout                                   |
| 1943      | Edward Van Dijck                                    | Richard Depoorter                                   | Albert Ritserveldt                                  |
| 1944      | Joseph Somers                                       | Eugeen Jacobs                                       | Lode Poels                                          |
| 1945-1948 | non disputate                                       | non disputate                                       | non disputate                                       |
| 1949      | Jacques Geus                                        | René Walschot                                       | Jan Van Steen                                       |
| 1950      | Joseph Veraert                                      | Nello Sforacchi                                     | Eduard Van Ende                                     |
| 1951-1969 | non disputate                                       | non disputate                                       | non disputate                                       |
| 1970      | Ferdinand Bracke                                    | Eddy Beugels                                        | Georges Pintens                                     |
| 1971      | Felice Gimondi                                      | Walter Godefroot                                    | Georges Pintens                                     |
| 1972      | Emile Cambré                                        | Jos van der Vleuten                                 | Georges Barras                                      |
| 1973      | Albert Van Vlierberghe                              | Gérard Besnard                                      | Walter Godefroot                                    |
| 1974      | Frans Verbeeck                                      | Freddy Maertens                                     | Roger De Vlaeminck                                  |
| 1975      | André Dierickx                                      | Eddy Merckx                                         | Ferdinand Bracke                                    |
| 1976      | Herman Van Springel                                 | Freddy Maertens                                     | Frans Verbeeck                                      |
| 1977      | Walter Planckaert                                   | Marc Demeyer                                        | Willem Peeters                                      |
| 1978      | Willem Peeters                                      | Albert Van Vlierberghe                              | Jacques Martin                                      |
| 1979      | Leo van Vliet                                       | Jean-René Bernaudeau                                | Fedor Iwan den Hertog                               |
| 1980      | Willy De Geest                                      | Jacques Martin                                      | Claude Criquielion                                  |
| 1981      | Walter Dalgal                                       | Charles 'Charly' Jochums                            | Patrick Versluys                                    |
| 1982      | Hennie Kuiper                                       | Gerard Veldscholten                                 | Jos Jacobs                                          |
| 1983      | Stephen Roche                                       | Eric Vanderaerden                                   | Phil Anderson                                       |
| 1984      | Frank Hoste                                         | Claude Criquielion                                  | Paul Sherwen                                        |
| 1985      | Marc Madiot                                         | Joop Zoetemelk                                      | Claude Criquielion                                  |
| 1986      | Steven Rooks                                        | Michel Dernies                                      | Patrick Versluys                                    |
| 1987      | Pascal Poisson                                      | Jan Nevens                                          | non assegnato                                       |
| 1988      | Claude Criquielion                                  | Laurent Fignon                                      | Charly Mottet                                       |
| 1989      | Thomas Wegmüller                                    | Robert Millar                                       | Jos van Aert                                        |
| 1990      | Luc Leblanc                                         | Michel Dernies                                      | Johan Bruyneel                                      |
| 1991      | Frank Van Den Abeele                                | Johan Bruyneel                                      | Sammie Moreels                                      |
| 1992      | Danny Nelissen                                      | Marc Bouillon                                       | Sammie Moreels                                      |
| 1993      | Patrick Evenepoel                                   | Raymond Meijs                                       | Mario De Clercq                                     |
| 1994      | Peter Farazijn                                      | Udo Bölts                                           | Jan Nevens                                          |
| 1995      | Andrea Chiurato                                     | Maarten den Bakker                                  | Fausto Dotti                                        |
| 1996      | Franco Ballerini                                    | Bo Hamburger                                        | Frank Corvers                                       |
| 1997      | Dmitrij Konyšev                                     | Laurent Madouas                                     | Davide Casarotto                                    |
| 1998      | Udo Bölts                                           | Rik Verbrugghe                                      | Stéphane Heulot                                     |
| 1999      | Patrick Jonker                                      | Léon van Bon                                        | Koos Moerenhout                                     |
| 2000      | Alberto Elli                                        | Didier Rous                                         | Kurt Van De Wouwer                                  |
| 2001      | Axel Merckx                                         | Tom Stremersch                                      | Scott Sunderland                                    |
| 2002      | Dave Bruylandts                                     | Lennie Kristensen                                   | Nicolas Fritsch                                     |
| 2003      | Dave Bruylandts                                     | Marek Rutkiewicz                                    | Mickaël Pichon                                      |
| 2004      | Nick Nuyens                                         | Philippe Gilbert                                    | Jérôme Pineau                                       |
| 2005      | Nick Nuyens                                         | Björn Leukemans                                     | Igor Abakoumov                                      |
| 2006      | Philippe Gilbert                                    | Nick Nuyens                                         | William Bonnet                                      |
| 2007      | Bert De Waele                                       | Cédric Vasseur                                      | Thor Hushovd                                        |
| 2008      | Stefano Garzelli                                    | Giovanni Visconti                                   | Jérôme Pineau                                       |
| 2009      | Nick Nuyens                                         | Allan Davis                                         | Roy Sentjens                                        |
| 2010      | Paul Martens                                        | Riccardo Riccò                                      | Cadel Evans                                         |
| 2011      | Philippe Gilbert                                    | Julien Simon                                        | Björn Leukemans                                     |
| 2012      | Julien Simon                                        | Greg Van Avermaet                                   | Björn Leukemans                                     |
| 2013      | Jan Bakelants                                       | Thomas Voeckler                                     | Mathias Frank                                       |
| 2014      | Greg Van Avermaet                                   | Tony Gallopin                                       | Jan Bakelants                                       |
| 2015      | Jens Debusschere                                    | Jan Bakelants                                       | Christophe Laporte                                  |
| 2016      | Tony Gallopin                                       | Petr Vakoč                                          | Jérôme Baugnies                                     |
| 2017      | Tim Wellens                                         | Tony Gallopin                                       | Julien Simon                                        |
| 2018      | Jasper Stuyven                                      | Dimitri Claeys                                      | Warren Barguil                                      |
| 2019      | Krists Neilands                                     | Jasper Stuyven                                      | Jasper De Buyst                                     |
| 2020      | annullata per la Pandemia di COVID-19               | annullata per la Pandemia di COVID-19               | annullata per la Pandemia di COVID-19               |
| 2021      | Christophe Laporte                                  | Warren Barguil                                      | Tosh Van Der Sande                                  |
| 2022      | Mathieu van der Poel                                | Biniam Girmay                                       | Gonzalo Serrano                                     |
| 2023      | Gonzalo Serrano                                     | Dylan Teuns                                         | Jasper De Buyst                                     |
| 2024      | Roger Adrià                                         | Alex Aranburu                                       | Clément Champoussin                                 |